# ألان مكاي
ألان مكاي (بالإنجليزية: Alan McKay)‏ (11 يناير 1943 بغلاسكو في المملكة المتحدة - ) هو لاعب كرة قدم بريطاني في مركز نصف الجناح. لعب مع نادي دمبرتون ونادي ماذرويل ونادي لانارك الثالث.